# Mats Lusth
Mats Erik Mikael Lusth (* 20. Mai 1962 in Schweden) ist ein ehemaliger schwedischer Eishockeyspieler und derzeitiger -trainer, der seit 2021 als Cheftrainer beim Orsa IK aus der HockeyTvåan tätig ist.

## Karriere
Mats Lusth begann seine Karriere als Eishockeyspieler bei Mora IK, für den er von 1979 bis 1983 in der damals noch zweitklassigen Division 1 spielte. Anschließend erhielt der Verteidiger einen Vertrag bei Färjestad BK aus der Elitserien (SEL), der höchsten schwedischen Eishockeyliga. In den fünf Jahren, in denen Lusth für Färjestad auf dem Eis stand, gewann er mit seiner Mannschaft zwei Meisterschaften (1986 und 1988). Nach seinem zweiten Meistertitel mit Färjestad wechselte Lusth 1988 zu Malmö IF in die zweite Liga, mit dem er in der Saison 1989/90 den Aufstieg in die Elitserien schaffte. Nur zwei Jahre später wurde Lusth mit der Mannschaft schwedischer Meister.
Nachdem Lusth eine weitere Spielzeit bei Malmö verbracht hatte, verpflichtete der Grasshopper Club Zürich aus der Nationalliga B, der zweiten Schweizer Liga, den Schweden für die Saison 1993/94. Nach diesem Auslandsaufenthalt kehrte Lusth in seine schwedische Heimat zurück, wo er zunächst je eine Saison lang bei Leksands IF und VIK Västerås HK unter Vertrag stand, ehe er von 1996 bis 2000 für seinen Ex-Club, Malmö IF, spielte. Seine Karriere als Spieler beendete Lusth schließlich nach der Saison 2000/01, in der er für Mora IK in der Allsvenskan auflief, bei denen er seine Karriere 1979 auch begonnen hatte.
Nach dem Ende seiner Laufbahn als Spieler arbeitete Lusth zunächst als Assistenztrainer bei den Malmö Redhawks, ehe er in der Saison 2006/07 als Cheftrainer beim italienischen Erstligisten HC Alleghe tätig war. Im Sommer 2007 übernahm er das Amt des Cheftrainers bei den Brûleurs de Loups de Grenoble aus der französischen Ligue Magnus und wurde Nachfolger von Gérald Guennelon, der in der Vorsaison mit den Brûleurs die Meisterschaft gewonnen hatte. Mit der Mannschaft gelang ihm gleich in seiner ersten Spielzeit als Cheftrainer das Double aus Trophée des Champions und Coupe de France. In der Saison 2008/09 gewann Lusth mit seinem Team alle vier nationalen Wettbewerbe – den Meistertitel, die Coupe de France, die Coupe de la Ligue und die Trophée des Champions. Zur Saison 2010/11 wurde er als Cheftrainer der Frisk Tigers aus der GET-ligaen verpflichtet. Für die folgende Spielzeit nahm er ein Angebot des schwedischen Drittligisten Olofströms IK an. Nach einem Jahr wurde er vom Zweitligisten Malmö Redhawks verpflichtet, bei denen er zunächst eine Saison als Assistenztrainer aktiv war und 2013 zum Cheftrainer befördert wurde. Weitere Trainerstationen waren der Kristianstads IK, erneut der Mora IK (2018/19) und der Karlskrona HK. Seit 2021 trainiert Lusth den Orsa IK aus der HockeyTvåan.

## Erfolge und Auszeichnungen
| - 1986 Schwedischer Meister mit Färjestad BK - 1988 Schwedischer Meister mit Färjestad BK - 1990 Aufstieg in die Elitserien mit Malmö Redhawks - 1992 Schwedischer Meister mit Malmö Redhawks - 1992 Europapokal-Gewinn mit Malmö IF - 2000 Teilnahme am Elitserien All-Star Game | - 2008 Trophée des Champions mit Grenoble Métropole Hockey 38 - 2008 Coupe de France mit Grenoble - 2009 Trophée des Champions mit Grenoble - 2009 Französischer Meister mit Grenoble - 2009 Coupe de France mit Grenoble - 2009 Coupe de la Ligue mit Grenoble |